# George O’Brien (Fußballspieler)
George O’Brien (* 22. November 1935 in Dunfermline; † 18. März 2020 in Southampton) war ein schottischer Fußballspieler.

## Sportlicher Werdegang
O’Brien war als Schüler Auswahlspieler auf regionaler Ebene und wurde im Januar 1952 von Blairhall Colliery für deren betriebsmannschaft verpflichtet, zog jedoch bereits im August des Jahres zum seinerzeitigen Zweitligisten Dunfermline Athletic weiter. Im Alter von 16 Jahren und 316 Tagen debütierte der Innenstürmer für den Klub unter Trainer Bobby Ancell in der Meisterschaft, am 13. Dezember des Jahres erzielte er gegen Ayr United sein erstes Pflichtspieltor. In der Spielzeit 1954/55 avancierte er zum Stammspieler und schaffte am Saisonende als Vizemeister hinter dem Airdrieonians FC nach 18 Jahren Erstligaabstinenz den Aufstieg in die Division One. Dort spielte die Mannschaft gegen den Abstieg, der in der Spielzeit 1956/57 nicht mehr abgewendet werden konnte.
O’Brien wechselte im Sommer 1957 in den englischen Fußball zu Leeds United. Angetrieben von John Charles war der Klub ein Jahr zuvor in die First Division aufgestiegen und hatte sich im vorderen Drittel platziert, nach dessen Wechsel zu Juventus Turin rutschte der Klub ohne adäquaten Nachfolger in der Tabelle ab. Auch Innenstürmer O’Brien erwies sich nicht als Ersatz in der Angriffsreihe und erzielte in zwei Spielzeiten sechs Tore in 44 Ligaspielen. Daraufhin wechselte er zum FC Southampton in die Third Division und schaffte mit dem Klub am Ende der Drittligasaison 1959/60 an der Seite von Sturmpartner Derek Reeves, der mit 39 Saisontreffern Torschützenkönig wurde, und Terry Paine den Aufstieg in die Second Division. Dort verhalf er als regelmäßig treffender Stammspieler zur Etablierung des Klubs in der zweithöchsten Spielklasse, in der Spielklasse 1964/65 trug er mit 34 Saisontoren als Torschützenkönig zum Erreichen des vierten Tabellenplatzes bei. Im Herbst 1965 erkrankte er an Hepatitis, so dass er am 20. November kurz vor seinem 30. Geburtstag sein letztes Spiel für den Klub bestritt.
O’Brien wurde im März 1966 zu Leyton Orient abgeschoben, am „Boxing Day“ des Jahres wechselte er zum FC Aldershot in die Fourth Division. Bei beiden Stationen war er jedoch nicht glücklich und konnte nicht an seine vorherige Torgefahr anknüpfen. Im Sommer 1968 beendete er daher seine aktive Laufbahn und kehrte nach Southampton zurück, wo er einen Pub betrieb. 1990 ging er nach Schottland, wo er in East Lothian für die Post arbeitete. Später ging er erneut nach England und war abermals Pubbetreiber sowie anschließend Taxifahrer. Nach einer Demenzerkrankung lebte O’Brien zuletzt in einem Pflegeheim in Southampton.